# ポジティフ
『ポジティフ』（仏語：Positif、「肯定的」の意）は、1952年5月にベルナール・シャルデールがリヨンで創刊したフランスの映画雑誌である。『カイエ・デュ・シネマ』誌としばしば敵対したことで知られる。

## 概要
エリック・ロスフェルドにより出版された。『ポジティフ』誌はしばしば、1年早く創刊されたフランスの映画雑誌『カイエ・デュ・シネマ』（1951年4月創刊）に対抗してふるまった。ジェラール・ゴズランによる『カイエ』誌初代編集長アンドレ・バザンに向けた皮肉な記事『アンドレ・バザンを賞賛する』（1962年）が有名である。
現編集長はミシェル・シマンである。ジャン＝ミシェル・プラス社から発行された数年の後は、『ル・テクニシャン・デュ・フィルム』誌から出ていた。ジャン＝ミシェル・プラス社からの最後の号は、2004年9月号（523号）であった。現在はコトカ社から発行されている。
1952年5月の創刊号以来、編集委員に名を連ねる「アルベール・ボルデュック Albert Bolduc」という人物は存在しない。半世紀にわたるいたずらである。